# Жёлтый щелкун
Жёлтый щелкун (лат. Agriotes pallidulus) — вид щелкунов из подсемейства Dendrometrinae.

## Распространение
Распространён этот вид в Центральной Европе и Англии. На территории бывшего СССР населяет западные области Украины и Закарпатье.

## Описание
Взрослый в длину достигает до 4—6 мм.

### Проволочники
Проволочник в длину достигает всего 9 мм.
Каудальный сегмент на вершине со слабо выраженным притупленным бугорком. Задняя лопасть лобной пластинки от середины к вершине сужена и заострена. Мандибулы гладкие, не доходят до вершины. Наружная пара продольных бороздок каудального сегмента лишь в 1,5 раза превышает длину ямки, средняя пара бороздок достигает почти половины длины сегмента.

## Экология
Проволочника этого вида редко можно встретить. Живут они в почве открытых биотопов. Фитофаги, и питаются конями травянистых растений.